# Думіницький район
Думіницький район (рос. Думиничский район) — муніципальне утворення в Калузькій області Росії. Адміністративний центр — селище міського типу Думіничі.

## Географія
Площа 117,4 км² (16-е місце серед районів області). Район межує з Сухиницьким, Ульяновським, Жиздринським, Хвастовицьким, Людиновським і Кіровським районами.
Основні річки — Жиздра і її притоки Бринь, Которянка, Ресета, Ясенок, Драгожань.